# Federaçao Angolana de Basquetebol
La Federaçao Angolana de Basquetebol è l'ente che controlla e organizza la pallacanestro in Angola.
La federazione controlla inoltre la nazionale di pallacanestro dell'Angola. Ha sede a Luanda e l'attuale presidente è Gustavo Dias Vaz da Conceição.
È affiliata alla FIBA dal 1979 e organizza il campionato di pallacanestro angolano.